# Verzonken schriftmos
Het verzonken schriftmos (Pseudoschismatomma rufescens) is een korstmos uit de familie Roccellaceae. Het groeit op vooral op de indirect belichte oostzijde van vrijstaande bomen. Op gladde schaduwrijke voedselrijke bast van loofbomen, met name Fraxinus (waaronder es) maar ook Acer (esdoorn), Corylus, Fagus en Ulmus (iep), op plaatsen langs de weg en in het bos . Het kan echter ook op andere loofbomen voorkomen  Het leeft in symbiose met de alg Trentepohlia.

## Determinatie
Het thallus is korstvormig, dof, vrij dik (tot circa 0,5 mm). De kleur van het thallus is bruinroze tot bruinig grijs met oranje algen. Zelden is de kleur grijs. Soms is het begrensd door een donkere prothallus en mozaïekvormend. Meestal zijn er pycnidiën aanwezig. Indien aanwezig zijn deze puntvormig zwart en meestal sterk gekromd. Apotheciën zijn meestal aanwezig en belangrijk kenmerk is dat deze volledig in het thallus zijn ingezonken. De apothecia zijn zwart, vertakt en onberijpt en meten 0,5–2 × 0,2–0,4 mm.
Het heeft de volgende kenmerkende kleurreacties van het thallus: C–, K–, KC–, Pd–, UV–.  
De ascosporen zijn kleurloos, langwerpig, vaak gebogen en hebbende afmeting (15–) 17–27 × 3–5 μm. De cellen begrensd door de scheidingswanden zijn rechthoekig. Het hymenium is 50-60 µm hoog. De pycnidiumsporen zijn gebogen of recht en meten 4–8 × 1–2 µm.

## Verspreiding
In Nederland komt het verzonken schriftmos zeldzaam voor. In Brabant wat minder vaak dan het rest van het land. Het is niet bedreigd en staat niet op de rode lijst.